# Puchar Polski w piłce nożnej (1974/1975)
Puchar Polski w piłce nożnej mężczyzn w sezonie 1974/1975 – 21. edycja rozgrywek, mających na celu wyłonienie zdobywcy Pucharu Polski, który uzyska tym samym prawo gry w Pucharze Zdobywców Pucharów w sezonie 1975/76. Zwycięzcą rozgrywek została Stal Rzeszów, dla której był to pierwszy Puchar Polski w historii klubu. 
Mecz finałowy odbył się 1 maja 1975 na Stadionie Cracovii w Krakowie.

## I runda
| Drużyna 1           | Wynik          | Drużyna 2          |
| ------------------- | -------------- | ------------------ |
| Start Łódź          | 1:0 pd.        | RKS Ursus          |
| Bielawianka Bielawa | 0:2            | Urania Ruda Śląska |
| Hutnik Warszawa     | 0:2            | Lublinianka Lublin |
| Unia Racibórz       | 1:3            | Piast Gliwice      |
| MRKS Gdańsk         | 3:2            | Polonia Bydgoszcz  |
| Włókniarz Białystok | 2:4            | Widzew Łódź        |
| ROW 1964 II Rybnik  | 1:0            | Metal Kluczbork    |
| Czarni Słupsk       | 1:4            | Bałtyk Gdynia      |
| Górnik Wałbrzych    | 3:0            | Pogoń Świebodzin   |
| Korona Kielce       | 0:0 pd. k. 4:5 | Hutnik Nowa Huta   |
| Kolejarz Prokocim   | 0:3            | Stal Rzeszów       |
| Hejnał Kęty         | 0:1            | GKS Katowice       |
| Zagłębie Lubin      | 1:0 pd.        | Warta Poznań       |
| DKS Dobre Miasto    | 2:10           | Lechia Gdańsk      |
| Pogoń Barlinek      | 0:1            | Olimpia Poznań     |
| Stal Poniatowa      | 2:1            | Stal Stalowa Wola  |

## 1/16 finału
Do rywalizacji dołączyły zespoły z I ligi.
| Drużyna 1          | Wynik          | Drużyna 2          |
| ------------------ | -------------- | ------------------ |
| Zagłębie Lubin     | 3:2            | Ruch Chorzów       |
| ROW 1964 II Rybnik | 3:2            | Legia Warszawa     |
| Start Łódź         | 2:0            | Zagłębie Sosnowiec |
| MRKS Gdańsk        | 1:0            | Gwardia Warszawa   |
| Stal Rzeszów       | 2:1            | Szombierki Bytom   |
| Urania Ruda Śląska | 2:3 pd.        | Wisła Kraków       |
| GKS Katowice       | 0:0 pd. k. 5:3 | Arka Gdynia        |
| Widzew Łódź        | 2:3 pd.        | GKS Tychy          |
| Lechia Gdańsk      | 1:1 pd. k. 2:3 | Pogoń Szczecin     |
| Stal Poniatowa     | 0:4            | Stal Mielec        |
| Piast Gliwice      | 1:3            | Śląsk Wrocław      |
| Hutnik Nowa Huta   | 1:3            | Górnik Zabrze      |
| Bałtyk Gdynia      | 0:1            | Lech Poznań        |
| Olimpia Poznań     | 0:2            | ROW Rybnik         |
| Górnik Wałbrzych   | 2:3            | Polonia Bytom      |
| Lublinianka Lublin | 0:3            | ŁKS Łódź           |

## 1/8 finału
| Drużyna 1          | Wynik          | Drużyna 2      |
| ------------------ | -------------- | -------------- |
| MRKS Gdańsk        | 1:4            | Pogoń Szczecin |
| Start Łódź         | 0:1            | Stal Mielec    |
| GKS Katowice       | 0:0 pd. k. 4:3 | Wisła Kraków   |
| Stal Rzeszów       | 2:1            | ROW Rybnik     |
| GKS Tychy          | 0:1            | Lech Poznań    |
| ŁKS Łódź           | 1:0            | Śląsk Wrocław  |
| ROW 1964 II Rybnik | 1:0            | Polonia Bytom  |
| Zagłębie Lubin     | 0:1            | Górnik Zabrze  |

## Ćwierćfinały
| Drużyna 1          | Wynik | Drużyna 2     |
| ------------------ | ----- | ------------- |
| Stal Rzeszów       | 2:0   | Stal Mielec   |
| Pogoń Szczecin     | 3:1   | ŁKS Łódź      |
| GKS Katowice       | 0:1   | Górnik Zabrze |
| ROW 1964 II Rybnik | 2:1   | Lech Poznań   |

## Półfinały
| Drużyna 1          | Wynik | Drużyna 2      |
| ------------------ | ----- | -------------- |
| Stal Rzeszów       | 3:0   | Pogoń Szczecin |
| ROW 1964 II Rybnik | 2:1   | Górnik Zabrze  |

## Finał
Spotkanie finałowe odbyło się 1 maja 1975 na Stadionie Cracovii w Krakowie. Frekwencja na stadionie wyniosła 15 000 widzów. Mecz sędziował Jan Łazowski z Warszawy. Mecz zakończył się zwycięstwem Stali Rzeszów w rzutach karnych 3:2. W regulaminowym czasie gry padł remis 0:0. 
| 1 maja 1975                               | Stal Rzeszów | 0:0 Dogr. k. 3–20:0Raport                | ROW 1964 II Rybnik | Stadion Cracovii, Kraków Widzów: 15 000 Sędzia: Jan Łazowski (Warszawa) |
|                                           |              |                                          |                    |                                                                         |
|                                           |              | Rzuty karne                              |                    |                                                                         |
| Napieracz Krawczyk Blaga Krysiński Dziama |              | Golla Błachut Grzmil Kaczmarczyk Grzonka |                    |                                                                         |

| STAL RZESZÓW    |  |                     |  |      |
|                 |  |                     |  |      |
|                 |  |                     |  |      |
| BR              |  | Henryk Jałocha      |  |      |
| OB              |  | Piotr Blaga         |  |      |
| OB              |  | Jan Gawlik          |  |      |
| OB              |  | Józef Rosół         |  |      |
| OB              |  | Bolesław Biel (c)   |  |      |
| PO              |  | Tadeusz Michaliszyn |  |      |
| PO              |  | Józef Janiszewski   |  |      |
| PO              |  | Marian Kozerski     |  | 90'  |
| PO              |  | Zdzisław Napieracz  |  |      |
| NA              |  | Czesław Miller      |  | 100' |
| NA              |  | Janusz Krawczyk     |  |      |
| Rezerwowi       |  |                     |  |      |
| PO              |  | Tadeusz Krysiński   |  | 90'  |
| NA              |  | Andrzej Dziama      |  | 100' |
| Trener:         |  |                     |  |      |
| Joachim Krajczy |  |                     |  |      |

| ROW II RYBNIK    |  |                        |  |     |
|                  |  |                        |  |     |
| BR               |  | Jerzy Fojcik           |  |     |
| OB               |  | Henryk Grzonka         |  |     |
| OB               |  | Józef Golla (c)        |  |     |
| OB               |  | Eugeniusz Herman       |  |     |
| OB               |  | Stanisław Sobczyński   |  |     |
| PO               |  | Bolesław Buchalik      |  | 46' |
| PO               |  | Ryszard Błachut        |  |     |
| PO               |  | Franciszek Kaczmarczyk |  |     |
| PO               |  | Henryk Wita            |  | 90' |
| NA               |  | Emil Szymura           |  |     |
| NA               |  | Andrzej Frydecki       |  |     |
| Rezerwowi:       |  |                        |  |     |
| PO               |  | Edward Lorens          |  | 46' |
| PO               |  | Ryszard Grzmil         |  | 90' |
| Trener:          |  |                        |  |     |
| Edward Jankowski |  |                        |  |     |

| Puchar Polski (1974/75)     |
| --------------------------- |
| Stal Rzeszów Pierwszy Tytuł |